# Tongue (R.E.M.)
Tongue is een nummer van de Amerikaanse rockband R.E.M. uit 1995. Het is de vijfde en laatste single van hun negende studioalbum Monster.

## Achtergrondinformatie
"Tongue" wijkt af van het gebruikelijke repertoire van R.E.M.; de gitaren zijn vervangen voor een piano en Michael Stipe zingt met een kopstem. Stipe heeft aangegeven dat de liedverteller een vrouw is. In de biografie Reveal: The Story of R.E.M. zegt Stipte dat het nummer gaat over cunnilingus, maar in een interview met Newsweek uit 2014 zei hij dat het nummer "niet echt over iets" ging. Wel zei hij dat de tekst enkele seksuele verwijzingen bevatte.
Het nummer werd een hit in het Verenigd Koninkrijk, maar flopte in R.E.M.'s thuisland de Verenigde Staten. Ook in het Nederlandse taalgebied werden geen hitlijsten gehaald.

## Tracklijst
- 7"- cd- en cassettesingle

1. "Tongue" (albumversie)– 4:13
2. "Tongue" (live)– 4:34